# Мильязеш, Беатриз
Беатриз Мильязеш (порт.-браз. Beatriz Milhazes; род. 1960 в Рио-де-Жанейро, Бразилия) — современная бразильская художница, график. Считается самой успешной современной художницей Бразилии.
Родилась в Рио-де-Жанейро в 1960 году, дочь адвоката и искусствоведа. Изучала социологию в Университете Хелио Алонсо (FACHA).
У Мильязеш было множество персональных и групповых выставок в крупных музеях мира. Её картина 2000 года «Meu Limão» была продана в 2012 году за 2,1 миллиона долларов аукционным домом Сотбис, что сделало её самой продаваемой бразильской художницей на аукционе.

## Образование
- 1980—82: School of Visual Arts, Parque Lage, Brazil
- 1978—81: Curso de Comunicacao Social — Facha, Brazil

## Творчество
Яркая декоративная живопись и коллажи Беатриз Мильязеш вызывают в памяти карнавальные цвета её родного Рио-де-Жанейро и узоры народного творчества. Активное использование таких орнаментальных элементов, как лепестки цветов, бутоны, символы мира, бабочки характеризует её раннее творчество в 1980-х, с тех пор её композиции стали более экспрессивными, с яркими вспышками концентрических окружностей и цветочных орнаментов, цветовая палитра стала более психоделической.

## Персональные выставки
- 2009: Fondation Cartier, Париж, Франция
- 2008: James Cohan Gallery, Нью-Йорк
- 2008: Retrospective, Pinacoteca do Estacao, Сан-Пауло
- 2007: Galerie Fortes Vilaca, Сан-Пауло
- 2007: New Prints, James Cohan Gallery, Нью-Йорк
- 2006: Los Usos de la Pintura II, Espacio 1414, San Juan, Пуэрто-Рико
- 2006: Beatriz Milhazes, Galerie Max Hetzler, Берлин, Германия
- 2005: Peace and Love, commissioned by Platform for Art, Gloucester Road Tube Station (District and Circle line platform)
- 2005: Joa, Stephen Friedman Gallery, Лондон
- 2004: Summertime, James Cohan Gallery, Нью-Йорк
- 2004: Meu Prazer, Galeria Fortes Vilaça, Сан-Пауло
- 2004: Бразильский павильон на Венецианской биеннале, Венеция, Италия
- 2003: Galerie Max Hertzler, Берлин, Германия
- 2002: Stephen Friedman Gallery, Лондон
- 2002: Centro Cultural Banco do Brasil, Рио-де-Жанейро
- 2002: Museum of Modern Art, Нью-Йорк
- 2001: Ikon Gallery, Бирмингем. Была показана также в: Galeria Elba Benitez, Мадрид; Galeria Pedro Cera, Лиссабон
- 1998: Gravuras, Paço Imperial, Рио-де-Жанейро
- 1996: Centro de Artes Calouste Gulbenkian, Рио-де-Жанейро
- 1995: Projecto Finep, Paço Imperial, Рио-де-Жанейро

## Публичные коллекции
- Solomon R. Guggenheim Museum, New York, NY
- The Museum of Modern Art, New York, NY
- Banco Itaú, S.A., São Paulo, Brazil
- Museo Nacional Centro de Arte Reina Sophia, Madrid, Spain
- 21st Century Museum of Contemporary Art, Kanazawa, Japan
- Carnegie Museum of Art, Pittsburgh, PA; Alexander C. and Tillie S. Speyer, Fund for Contemporary Art in honor of Madeleine Grynsztejn, USA
- Metropolitan Museum of Art, New York, NY
- La Sacen Neuilly-Sur Seibe, France
- Worcester Art Museum, Worcester, MA